# Cordule (sainte)
Cordule, ou plus rarement Cordula (en allemand : Kordula ou Cordula, morte le 22 octobre 383) est le nom d'une vierge, martyre et sainte de l'Église catholique. 

## Légende de sainte Cordule
Cordule fait partie des onze mille vierges qui étaient venues avec sainte Ursule de Cologne sur un bateau en provenance d'Angleterre et avaient été martyrisées à Cologne. À l'approche des Huns, Cordula s'échappa du bain de sang du 21 octobre 383. Le lendemain matin, c'est volontairement qu'elle retourna au camp des assassins pour y subir le martyre.  
Les reliques de sainte Cordule sont arrivées à l'église Saint-Jean de Cologne, où elles furent recueillies en 1278 par des érudits, en même temps que celles de l'évêque Albert le Grand. Après la sécularisation, elles sont venues à Königswinter et à Rimini. Toujours dans le trésor de la cathédrale d'Osnabrück se trouve la coiffe de Cordule, qui faisait partie des trésors de la cathédrale de Kamien Pomorski, mais elle a disparu durant la Seconde Guerre mondiale.

## Origine du nom
L'origine du nom Cordula pourrait venir du latin cor ou cordis (cœur, courage) et donc signifier « le cœur » ou « la brave ».  Mais il pourrait aussi provenir de la kora ou kóre (grec), qui signifie en allemand « fille » ou « virginité ». 

## Représentations et culte
La plus ancienne représentation connue de la sainte est celle d'une fenêtre d'abside datant de 1220 environ, dans la basilique Saint-Cunibert de Cologne, qui fut construire sur le lieu-dit de l'assassinat des onze mille vierges. Cordula est représentée dans une longue robe et un manteau, sur sa tête, elle porte une couronne, symbole de la virginité. Dans sa main droite, elle tient une lance et dans sa main gauche, la palme des martyrs. Elle est debout, sur un bateau ; un homme et une femme lèvent les mains pour l'invoquer. Cordule est considérée comme la sainte patronne des bateliers, des pèlerins et des voyageurs. Sainte Cordule est fêtée le 22 octobre, jour de sa mort.